# Glenn Gemerts
Glenn Gemerts is een Surinaams oud-taekwondoka en bestuurder.

## Biografie
Glenn Gemerts begon rond 1974 met taekwondo bij Frank Doelwijts school Ko Dang Kwan en behaalde zijn eerste dan twee jaar later, in april 1976. In dat jaar reisde hij naar Jamaica voor deelname aan de Caraibische kampioenschappen en werd hier tweede met het Surinaamse team. In 1977 werd hij kampioen van Suriname in het middengewicht.
Van 1979 tot 1984 had hij een vaste plaats in de Surinaamse selectie, waarmee hij in 1981 kampioen werd in het drielandentoernooi tegen Aruba en Guyana. In 1979 nam hij ook deel aan de selectie van Frank Doelwijt aan de CNE Open in Toronto. In 1981 werd hij derde tijdens de Pan-Amerikaanse kampioenschappen karate in Curaçao. In 1982, het jaar dat de budo-organisatie in Suriname lid was geworden van de International Taekwon-Do Federation, namen Gemerts, Selwijn Balijn en Rudie Wolf als eerste Surinamers deel aan het Pan-Amerikaans kampioenschap taekwondo. Hij nam ook deel aan internationale kampioenschappen in Ecuador (1982) en Denemarken (1983) en verwierf de licentie van scheidsrechter. In 1984 was hij inmiddels bevorderd tot de derde dan.
In 1987 ging hij voor studie naar België, nadat hij zijn diploma in geologie had behaald aan de Anton de Kom Universiteit van Suriname. Aan de Vrije Universiteit Brussel behaalde hij zijn master in technische geologie. Sinds 2005 is hij lid van de Raad van Toezicht van Iamgold Rosebel. Tot 2011 was hij president-directeur van het mijnbouwbedrijf Grassalco en sindsdien de directe adviseur van zijn opvolger Sergio Akiemboto.